# Bolbosoma turbinella
Bolbosoma turbinella är en hakmaskart som först beskrevs av Diesing 1851.  Bolbosoma turbinella ingår i släktet Bolbosoma och familjen Polymorphidae.

## Underarter
Arten delas in i följande underarter:
- B. t. turbinella
- B. t. australis